# 小行星4498
小行星4498（4498 Shinkoyama）是一颗围绕太阳公转的小行星。1989年1月5日，關勉在藝西天文台发现了此天体。
該小行星以日本天文學家小山伸命名。
这颗小行星的绝对星等为71.65813等。